# Pattaya
 Ikke at forveksle med Pitaya.
12°55′39″N 100°52′31″Ø / 12.92750°N 100.87528°Ø
Pattaya (พัทยา) er en by i provinsen Chonburi i det østlige Thailand. Byens indbyggertal er 101.378 (2007). Pattaya er en kystby og ligger ud mod Siambugten (Golf of Thailand), (som er del af Det Sydkinesiske Hav). Flere andre byer ligger tæt ved, blandt andet Bang Lamung
Pattaya er en af de mest kendte turistdestinationer i Thailand med 13,7 mio. besøgende i 2016, der omsatte for 200 milliarder baht (ca. 40 milliarder kroner) ifølge TAT (Tourism Authority of Thailand). Mange thailændere besøger Pattaya strandene. Udenlandske turister udgjorde ifølge statistikken dog omkring 65 % af de besøgende og androg med 110 milliarder baht (cirka 22 milliarder kroner) til omsætning. Kinesere var den største turistgruppe med 2,54 millioner besøgende. Af andre store nationale besøgsgrupper kan nævnes cirka 800.000 russere, cirka 600.000 indere, cirka 400.000 koreanere og omkring 400.000 tyskere.

## Historie
Oprindeligt var Pattaya en lille fiskerlandsby, indtil de rige i Bangkok "opdagede" stedet i 1960 og begyndte at benytte den som feriested. Ikke længe efter begyndte amerikanske soldater tilknyttet flybasen U Ta Pao i Rayong at benytte stedet til "Rest and Recreation" (R&R). Byen voksede raskt, ikke mindst på grund af nattelivet og go-go-barer. Amerikanerne forlod området efter Vietnamkrigen, og byen blev kastet ind i en krise. Men så blev byen opdaget af europæisk masseturisme.
Skiftende thailandske regeringer og politichefer har gennem flere år forsøgt at rydde op i Pattaya, ofte benævnt som "verdens sexhovedstad". Målet er, at fjerne turister med dårlig opførsel og gøre regionen til et familievenligt feriested, for at tiltrække økonomisk indbringende familieturisme fra Kina, Indien og Rusland. Myndighedernes projekt er dog op ad bakke i kamp mod den 24-timers sexindustri og udbredt korruption, som muliggør at barer, massagesalonerne og sexarbejderne kan fortsætte deres lukrativ andel af nationens turistindustri.

## Turisme
De tre største nationaliteter for udenlandske besøgende til Chonburi-provinsen (primært Pattaya og Jomtien) i 2018 var Kina med 40 procent, 3,2 millioner, og Indien med 10 procent, 0,8 millioner, samt Sydkorea med 7 procent, 0,5 millioner.
Af aktiviteter for turister, som ikke søger fest og natteliv, kan nævnes attraktioner som Sri Racha Tiger Zoo, over 20 golfbaner, Nong Nooch Tropical Garden og flere familieparker.

## Strande
Pattaya Beach ligger langs byens Beach Road og går helt fra nordlige til sydlige Pattaya.
Jomtien Beach er en flere kilometer lang stand længere sydpå i forhold til Pattayas centrum.

## Administration
Borgmester pr. 2018 er Sonthaya Khunpluem.
Tidligere borgmestre: Pol. Maj. Gen. Anan Charoenchasri (fra 2017), Ittipon Khunpluem (fra 2008).